# Herøyna
Herøyna est une île dans le landskap Sunnhordland du comté de Vestland. Elle appartient administrativement à Masfjorden.

## Géographie
Rocheuse et pratiquement désertique, elle s'étend sur environ 852 m de longueur pour une largeur approximative maximale de 646 m. 